# 巴西的政治開放
巴西的政治开放（葡萄牙語：abertura politica）是指1974年至1988年巴西相對自由化时期，這段時期的大部分時間巴西依舊由巴西军政府統治。最終巴西通過了新宪法並且徹底民主化。 
巴西總統埃內斯托·蓋澤爾于1974年下令允许當時的巴西反對黨巴西民主运动参与国会选举，此舉標誌著巴西開始逐步自由化。埃內斯托·蓋澤爾開始解决國內的人权侵犯问题，并于1978年开始廢黜《制度法案》。第二年上台的巴西總統若昂·菲格雷多继续推動民主化，並於1980年释放了最后一批政治犯，並於1982年舉行國會直接选举。1985年，反對黨贏得總統選舉，此次選舉标志着巴西军事独裁统治的结束。巴西最終徹底實現自由化。